# Pena capital en Mongolia

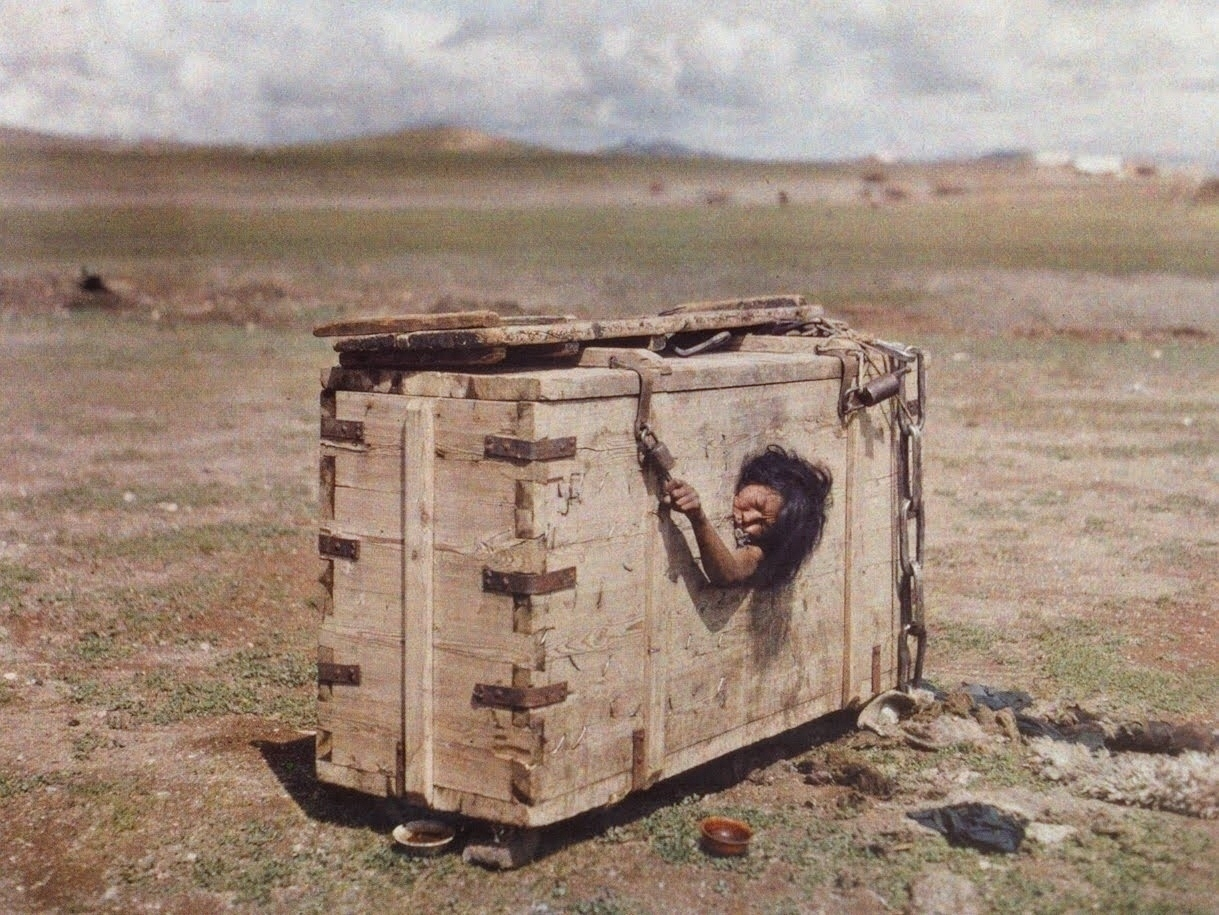
Mongola condenada a muerte por inanición

La pena capital  fue abolida en Mongolia en 2016, después de un moratorium de 8 años.

## Uso histórico
En el momento de su abolición, la pena de muerte era aplicada bajo 5 delitos: "actos terroristas bajo fines políticos; actos terroristas contra representantes de un Estado extranjero por razones políticas; sabotaje; homicidio premeditado bajo con circunstancia agravantes; y violación con circunstancias agravantes". Solo los hombres que tenían entre 18 y 60 años en el momento del crimen, podrían ser ejecutados; las mujeres no pueden ser condenadas a muerte. Desde 2016, la pena de muerte ha sido abolida en todos los delitos.
De acuerdo a Amnistía Internacional, Mongolia, al igual que China, Vietnam, Malasia y Singapur, practicaba ejecuciones en la clandestinidad. La familia del prisionero no se le informaba sobre la fecha de su ejecución, ni el lugar en donde iba a estar sepultado. En 2007 había 45 personas sentenciadas a muerte, pero el número de ejecuciones no ha sido revelado por las autoridades. Se cree que 5 personas fueron ejecutadas en 2008.

## Métodos
El emparedamiento fue un sistema de ejecución que se aplicó en Mongolia, incluyendo hacia comienzos del siglo XX. El moderno método de ejecución fue una bala en el cuello.

## Moratoria
En junio de 2009, Tsajiagiin Elbegdorj, un abolicionista, fue elegido Presidente de Mongolia. El 14 de enero de 2010,  anunció que iba a otorgar el indulto presidencial para evitar la utilización de la pena de muerte. Declaró que la mayoría de países del mundo habían abolido la pena de muerte, y que Mongolia debería seguir su ejemplo; sugirió que debía ser reemplazada por 30 años de cárcel. La decisión suscitó controversia: cuando Elbegdorj anunció esa decisión en el Gran Jural del Estado, un gran número de parlamentarios se negaron a dar el aplauso acostumbrado después de un discurso presidencial.
Sin embargo, el periódico Le Monde destacó que el presidente Elbegdorj "le puede resultar más difícil" de que la pena capital sea abolida por ley, añadiendo que podría aplicarse nuevamente si Elbegdorj no consiguiera la reelección. Elbegdorj ganó las elecciones presidenciales el 26 de junio de 2013, y su segundo período presidencial comenzó el 10 de julio de 2013, y finalizó el 10 de julio de 2017.

## Abolición
El 5 de enero de 2012, "una gran mayoría de parlamentarios" adoptó un proyecto de ley que busca abolir la muerte. Tras 2 años de moratoria oficial, el Gran Jural del Estado firmó formalmente el Segundo Protocolo Facultativo del Pacto Internacional de Derechos Civiles y Políticos. Esto hace que Mongolia sea abolicionista, ya que según el Artículo 1, párrafos 1 y 2, del Protocolo, “No se ejecutará a ninguna persona sometida a la jurisdicción de un Estado” y “Cada uno de los Estados Partes, adoptará todas las medidas necesarias para abolir la pena de muerte de su jurisdicción”.
La pena capital fue eliminada formalmente de los estatutos mediante una ley en 2015, el cual entró en vigor desde el 1 de julio de 2016.

## Propuesta de su restablecimiento
El 16 de octubre de 2017, el nuevo presidente electo Khaltmaagiin Battulga anunció que había creado un grupo de expertos para restablecer la pena capital para los delitos de homicidio premeditado y violación bajo circunstancias agravantes. A fines de noviembre, envió la propuesta al Ministerio de Justicia y Asuntos Internos. El 2 de abril de 2018, el personal del Ejecutivo anunció que el presidente entregaría una propuesta de este tema en el parlamento durante el mes de abril.